# Стоп-кадр

Финал фильма Франсуа Трюффо «400 ударов». Антуан Дуанель (Жан-Пьер Лео) сбегает из интерната, чтобы осуществить свою мечту — увидеть море и обрести свободу. Он поворачивается к камере, изображение застывает и далее показывается крупным планом растерянное лицо героя. Этот стоп-кадр называют одним из самых известных в истории кино

Стоп-кадр — приём, с помощью которого создаётся эффект остановки динамичного изображения. Стоп-кадр применяется в художественном и документальном кино, телевидении, рекламе, журналистике и так далее. На киноплёнке изобразительный эффект достигается посредством многократного печатания одного кадра, что позволяет художественными средствами выделить необходимый период действия, указать на его важность, дать детально рассмотреть происходящее зрителю. 
Приём может заключаться в кратком «замораживании» действия или предназначаться для завершения эпизода и фильма. Один из наиболее известных в истории кино примеров завершения фильма стоп-кадром, содержится в финале драмы Франсуа Трюффо «400 ударов» (1959). Некоторые стали ему подражать в этом отношении, а сам французский режиссёр в 1965 году говорил, что частое применение стоп-кадра должно быть менее заметным для зрителя, так как в противном случае становится «формальным приёмом»: «Теперь это для меня чисто драматургическое средство, и эффективно оно лишь тогда, когда стоп-кадры настолько коротки, что зритель их не замечает. Вы, вероятно, знаете, что изображение воспринимается нами, начиная с… ну скажем, необходимо хотя бы восемь кадриков, чтобы увидеть отдельный план в кино… И уже в „Нежной коже“ я стал делать остановки только на восемь кадров вместо тридцати— тридцати пяти, как в „Жюле и Джиме“. Теперь меня привлекают невидимые глазу трюки». Другим известным примером, повлиявшим на другие фильмы, является финальный стоп-кадр в вестерне Джорджа Роя Хилла «Бутч Кэссиди и Санденс Кид» (1969). Главные герои обречены на гибель, но их смерть не показывается: с парой револьверов они выбегают на улицу, где их ждут превосходящие силы военных.  
При использовании видеокамер в определённый момент времени на неё подаётся сигнал и она выдаёт постоянный зафиксированный в её памяти кадр. При просмотре видеоинформации, записанной в режиме «стоп-кадр», на экране в течение некоторого времени фактически представлена «фотография», при этом скорость, с которой так называемый «фотоснимок» выдаётся на экран, составляет примерно 25-30 кадров в секунду. При редактировании цифрового медиаконтента используются возможности специальных программ. 
Вероятным изобретателем техники стоп-кадр часто называют французского пионера кино Жоржа Мельеса. В своих фильмах он использовал скрытый монтаж (стоп-кадр), этот трюк позволял неожиданно убрать какой-либо объект в сцене или заменить его. Примерно за год до Мельеса трюк с заменой был применён в американском фильме режиссёра Альфреда Кларка «Казнь Марии Шотландской» (1895). Первым применившим стоп-кадр для остановки движения на экране называют режиссёра Альфреда Хичкока (комедия «Шампанское»; 1928). Стоп-кадр как бы «останавливает мгновение: представляя собой, по сути, фотографию, он производит на зрителя совершенно иное впечатление, чем фотоснимок, потому что из цепи последовательных кадриков режиссёр или журналист выбирают один, фиксируют на нём внимание и тем самым передают идею остановленного времени». В статье французского теоретика кино Андре Базена «Онтология фотографического образа» (Ontologie de l’image photographique; 1958) отмечалась взаимосвязь между фотографией и кино. По его мнению: кино представляет собой «завершение фотографической объективности во временном измерении». Благодаря динамике в кино преодолевается статичность фотографии, которая существует только в линейном времени.
Американский кинокритик, философ Сьюзен Зонтаг в сборнике эссе «О фотографии» (On Photography; 1973—1977) заметила, что «неподвижный кадр» противоречит самой форме кино, также как и фотография противоречит «жизни общества», представляющей собой «развитие во времени»: «Сфотографированный мир находится в таком же неточном соотношении с реальным миром, как стоп-кадры с фильмом». Размышляя о художественных особенностях фоторомана французского режиссёра Криса Маркера «Взлётная полоса» (1962), образный ряд которого состоит из сменяющих друг друга «неподвижных» снимков, Зонтаг писала, что фотография, «прервавшая течение фильма, ошеломляет — вмиг преобразуя настоящее в прошлое, жизнь в смерть». 